# Ostrach
Ostrach é um município localizado no distrito de Sigmaringen, em Baden-Württemberg, Alemanha.